# Berk

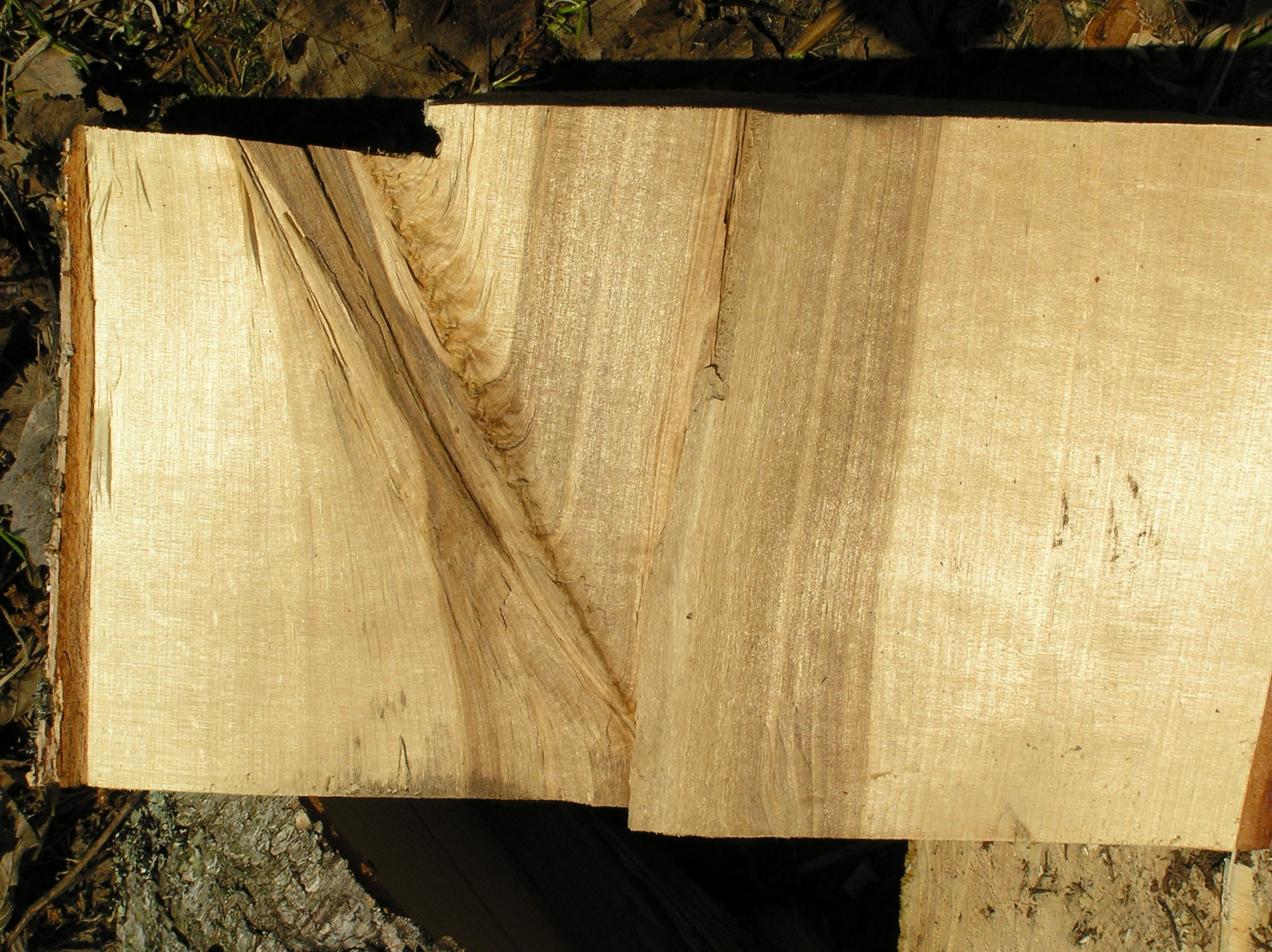
Doorsnee door stam, met vals kernhout (aantasting)

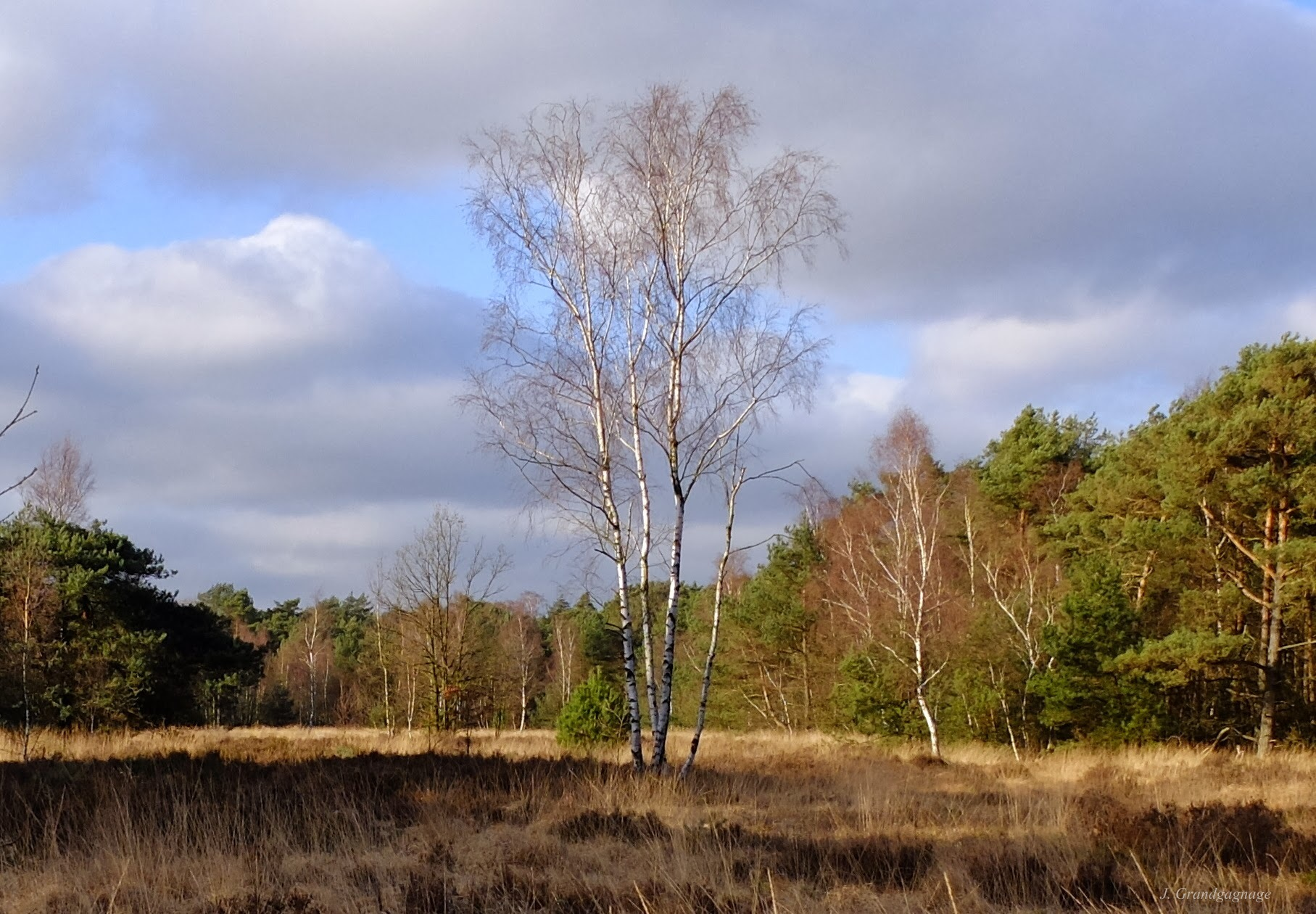
Ruwe berk (B. pendula) op de Kalmthoutse Heide

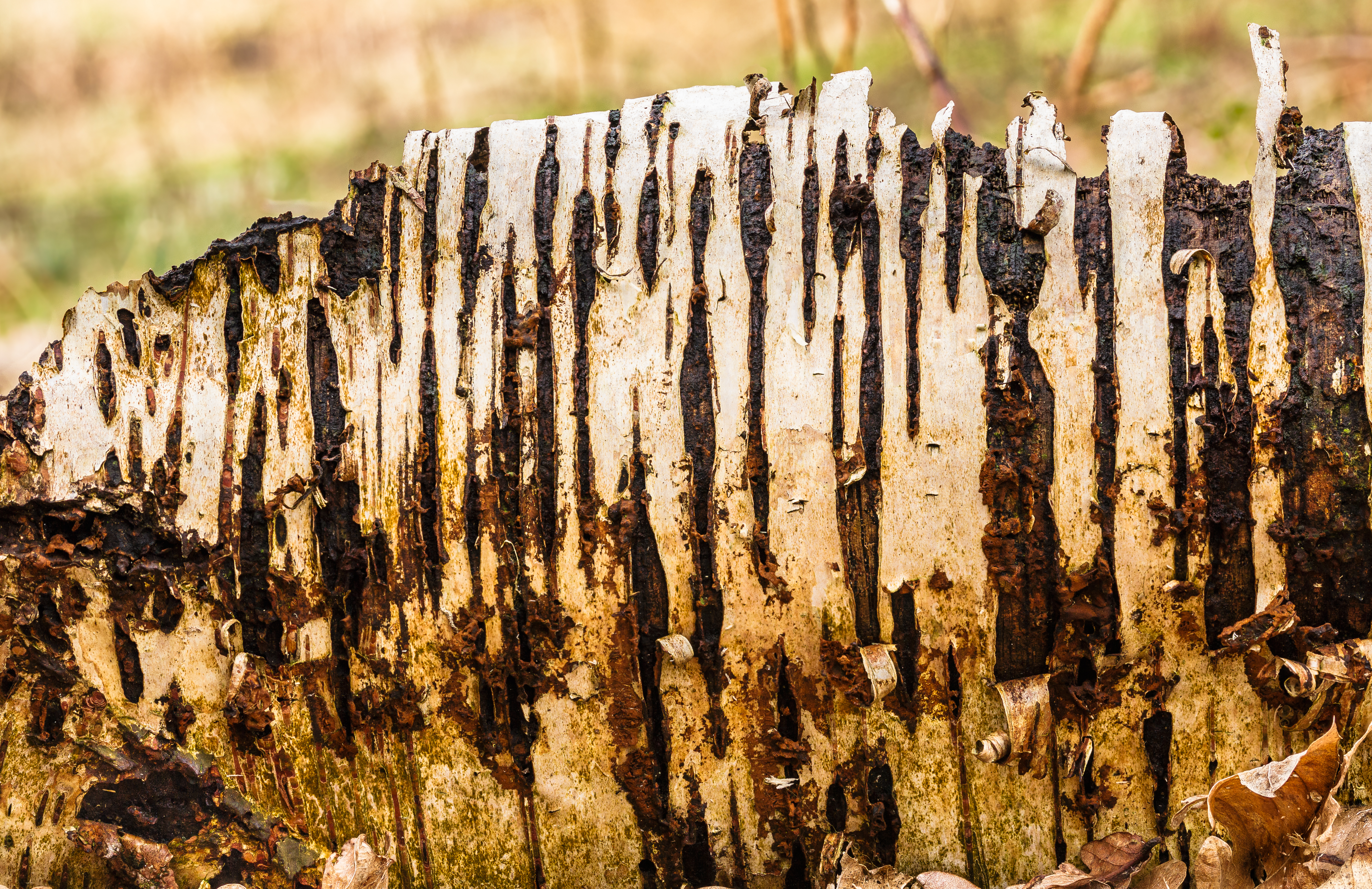
Liggende stam van een berk (Betula) in totale ontbinding.

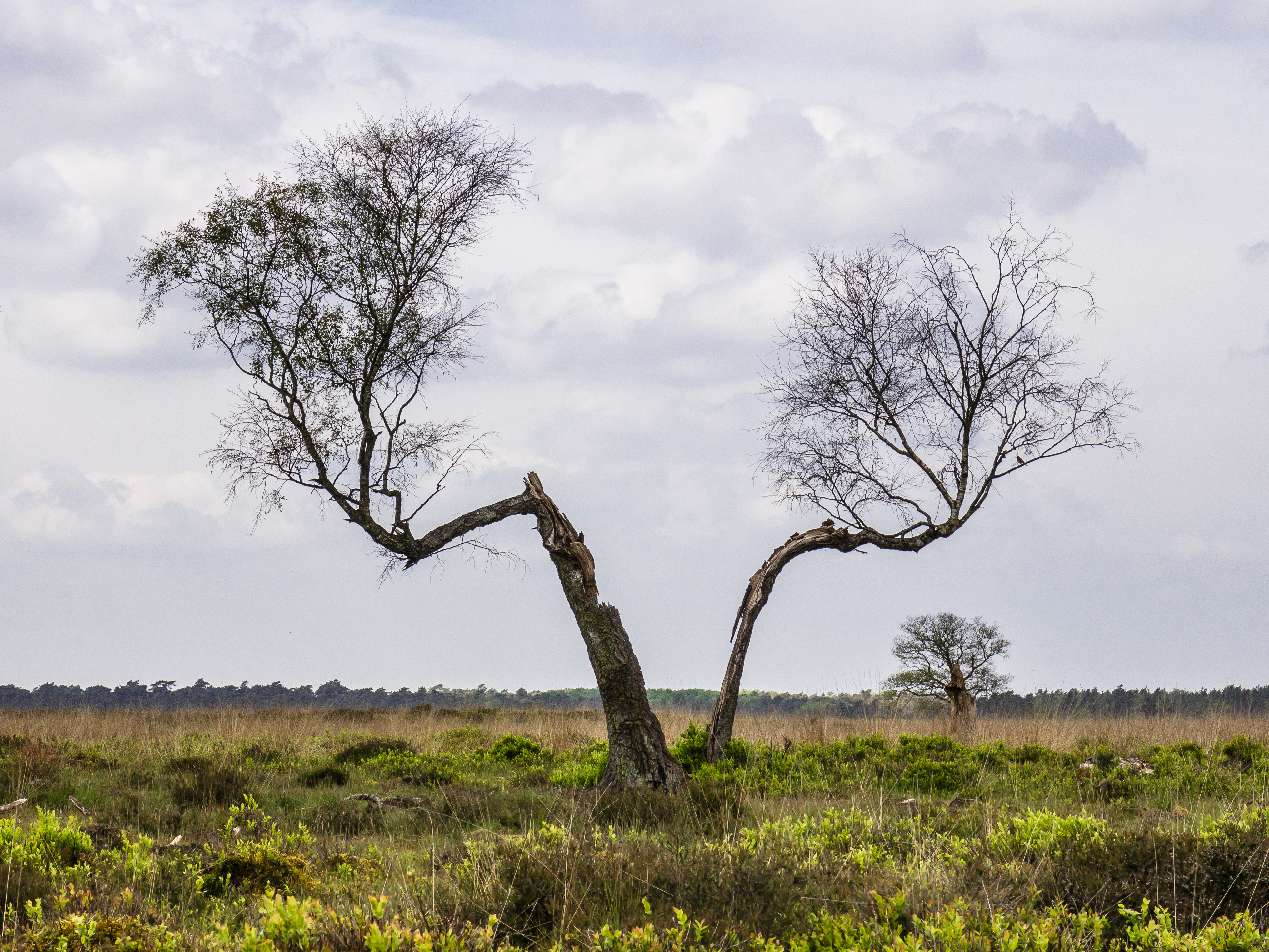
Gespleten dode berk in het Deelerwoud.

Berk (Betula) is een geslacht van bomen uit de berkenfamilie (Betulaceae). De bomen van dit geslacht komen verspreid voor over het noordelijk halfrond: ze zijn uiterst winterhard. Enkele soorten zijn op Groenland en IJsland de enige bomen die er van nature voorkomen. Doordat berken ondiep wortelen zijn ze slecht bestand tegen droogte.
Kenmerkend voor enkele berkensoorten is het in horizontale banden afbladderen van de bast op de stam. De nieuwe bast is soms wit, maar kan afhankelijk van de soort ook rood of zoals bij de meeste soorten bruin zijn.
De mannelijke bloeiwijze van berken heeft gele, hangende rupsvormige katjes, die reeds voor de winter aanwezig zijn. De staande vrouwelijke bloeiwijzen onder aan de mannelijke bloeiwijzen zijn met knopschubben omgeven. De verspreiding van stuifmeel vindt plaats door de wind. De vrucht is een klein dubbelgevleugeld nootje.
Omdat sommige berkensoorten voor en bij het uitkomen van het blad een zeer sterke sapstroming hebben, worden deze in de herfst en winter gesnoeid.

## Kenmerken
Berken zijn soms bomen met opgaande of hangende takken, in het voorjaar met lange, hangende katjes, lichtgroen blad en meestal witte bast. Deze soorten worden ook wel 'de Vrouwe van het woud' genoemd of 'de witte Vrouwe met de groene sluier'. In de Scandinavische landen vereert men bepaalde berkensoorten als boom van het licht, de nieuwe lente. 
Het blad van een berk is enkelvoudig blad, veernervig en de snijding is getand. De bladontplooiing vindt plaats eind maart, begin april.

## Groeiplaats
Bij voorkeur groeit de berk in moerassige streken, maar hij stelt weinig eisen aan zijn omgeving en komt dus in alle milieus en grondsoorten voor. In het hoge noorden of tegen de boomgrens kan de berk zich niet meer overeind houden en kruipt dan als een struik over de grond. Daar is de dwergberk (Betula nana) een van de laatste bomen die nog opgewassen is tegen de barre omstandigheden. Ook in de toendra krimpt ze tot het formaat van een kleine struik.

## Symbiose
Berken leven in mutualistische symbiose met bodemschimmels, zoals de vliegenzwam, die lang niet altijd bovengronds zichtbaar zijn.
Vanwege deze -voor de volwassen berk essentiële- symbiose moeten berken met een grote kluit verplant worden. Alleen tot drie jaar oude bomen kunnen nog zonder kluit verplant worden.

## Ziekten en plagen
Berken kunnen aangetast worden door bladroest (Melampsoridium betulinum) dat gele vlekjes op de bladeren en vroegtijdige bladval veroorzaakt.
Een andere schimmel groeit in de schors en zet de berk aan tot het maken van uit veel twijgen bestaande heksenbezems (Taphrina). In berken zijn daardoor soms dikke takkenbossen te zien die op vogelnesten lijken.
De berkenzwam (Piptoporus betulinus) komt alleen op berken voor.
De berkenwants zuigt uit het floeem assimilaten op. Ook de jonge dieren (nimfen) leven van deze plantensappen.
Ook kan de boom aangetast worden door "kanker".

## Gebruik van de berk

### Schors
De buitenste laag van de schors van een berk is voortdurend bezig zich te vernieuwen en valt soms in dunne repen naar beneden. Deze repen hebben een groot weerstandsvermogen tegen bederf omdat de schors betuline bevat. Deze eigenschap maakt het mogelijk om van de schors kano's, schoenen en dakspanen (schindels) te maken. In Amerika en de Scandinavië werd de schors als dakbedekking gebruikt omdat deze licht, waterafstotend en zeer duurzaam is. De Saami gebruikten traditioneel de schors voor jassen en beenbekleding en de Zweden maken tasjes en mandjes van gevlochten repen berkenschors. Ook zijn deze repen dunne schors buitengewoon geschikt om, ook als het nat is, als vuurstarter te gebruiken. In de prehistorie, zo'n 48.000 jaar geleden, werd de schors al gebruikt om er berkenpek, een lijmsoort, mee te maken. In de 11de tot 15de eeuw werd in de omgeving van de stad Novgorod (Rusland) berkenbast gebruikt om met een scherp voorwerp berkenbastteksten op te schrijven.

### Hout
Berkenhout is wit tot licht gekleurd en wordt gebruikt voor fineer, meubels en modelvliegtuigbouw. Berk levert vrij goed brandhout maar het hout is niet duurzaam en mist goede technische kwaliteiten en is dus ongeschikt voor gebruik als bouwmateriaal (balken) of grondstof voor de meeste gebruiksvoorwerpen.

### Sap
In de lente kan men berkensap tappen. Dit doet men door de top van een dunne scheut af te snijden en hieraan een lege fles te hangen. Ook kan een aftapbuisje in een geboord gaatje worden geplaatst. Bij grootschalige commerciële tap wordt gewerkt met overdruk.
Berkensap smaakt zoet en kan puur gedronken worden. Het zou helpen bij lusteloosheid en voorjaarsmoeheid. Het kan ook als alternatief voor honing en suiker gebruikt worden. Men kan er ook wijn van maken. Het sap is een ingrediënt van berken haarwater. Dit is een vanouds bekend middel ter bevordering van  haargroei, maar de werking is nooit wetenschappelijk bewezen.

## Blad en knoppen
De knoppen en bladeren van de berk worden gebruikt om er werkzame stoffen aan te onttrekken zoals saponinen (zeepstoffen), looistof, hars, vluchtige olie en glycosiden (suikerachtige stoffen). Berkenblad kan dienen als verfmiddel voor wol.
Berkenbladeren die in het voorjaar geplukt worden bevatten naast harszuur en kalizout ook saponine. Saponine is een stof die als genezend wordt beschouwd bij reuma, blaas - en nieraandoeningen. Berkenbladthee werkt vochtafdrijvend. Met een aftreksel van berkenknoppen zou het lichaam gereinigd en de spijsvertering bevorderd kunnen worden. Berkenblad remt de groei van bacteriën en verhoogt de uitscheiding van urine, waardoor afvalstoffen in verhoogde mate worden uitgescheiden. Berkenblad wordt ook in kruidengeneeskunde aanbevolen voor de huid omdat het de aanmaak van collageen zou ondersteunen en door de saponinen een zuiverend, reinigend effect heeft. In Scandinavische landen en Rusland worden mensen na de sauna met berkentakken geslagen om daarna met nieuwe energie het dagelijkse leven voort te kunnen zetten. Oude Nederlandse boeren herinneren zich dat de koeien na de winter, wanneer ze uit de stal in de weide worden gedreven, met berkentakken werden geslagen om zo de vruchtbaarheid te bevorderen.

### Volksgebruiken
In Noorwegen, Zweden en Schotland worden op de midzomeravond van 23 juni de huizen versierd met berkentakken.
Op sommige plaatsen in Engeland worden op de eerste pinksterdag de huizen en kerken versierd met berkentakken.
De meiboom was oorspronkelijk een berk.
In Noord-Duitsland kent men het begrip "Maibaumpflanzen", waarbij in de tuin van mensen die in ondertrouw zijn, op het punt staan communie te doen, vrijgezellen en bij zelfstandigen 's nachts een berkentak in de tuin wordt gezet. De dag erop gaat men alle huizen weer langs om de "boom" te begieten. Er wordt aan de deur een lied gezongen en als beloning krijgt men een drankje aangeboden.

### Mythen en sagen
De berk was voor de Noorse volkeren een mysterieuze en heilige boom. De geest van de berk was een rijpe vrouw die af en toe vanuit de wortels verscheen. Als een mens van haar melk dronk, vertienvoudigde zijn kracht.
Bij de Finnen zat de wereldgeest als adelaar op de berk.
Voor de Germanen was de berk de boom der wijsheid. Zij kenden aan bladeren, twijgen en sap magische en geneeskrachtige eigenschappen toe. Zij geloofden dat berken de aardse behuizing vormden van de godin Freya. Bij de Kelten is de berk gewijd aan Bergha of Brigit, godin van het onderricht in de dichtkunst, waarzeggen, geneeskunst en smeedwerk.
De heilige Bridget van Kildare draagt de naam van Brigit. Volgens sommige theorieën zijn in de volksherinneringen attributen van de godin op de heilige overgegaan.
Een oud Fins liedje beschrijft hoe berken klagen en wenen omdat kinderen elke lente opnieuw hun stammen openrijten en uit hun buiken de levenssappen roven, dat de herders uit hun witte gordel korven maken, de meisjes hun takken afsnijden om er bezems van te maken.
Bonifatius noemde de berk een duivelse boom omdat hij hoopte daarmee de heidense gebruiken uit te roeien.
In de Germaanse mythologie stond de berk symbool voor een nieuwe start. Nieuwe leiders moesten eerst door een berkenlaantje lopen voordat zij hun nieuwe functie mochten bekleden.

## Naamgeving
Het woord berk is afgeleid van het Oudindische woord bharg wat glanzend betekent en waarschijnlijk betrekking heeft op de witte bast. Betula heeft te maken met het Keltische woord betu wat slaan betekent en betrekking heeft op het slaan met berkentakken op het lichaam na een saunabezoek om de bloedsomloop te stimuleren.
Nederlandse namen van plaatsen als Berkel en Rodenrijs, Berkel-Enschot, Berlicum duiden op oorden waar veel berken groeiden. De naam wordt ook in verband gebracht met die van de oude Germaanse en Slavische godinnen als Bercht(a)/Birchta/Perchta.

## Soorten en cultivars
- B. albosinensis - Chinese berk
- B. aetnensis
- B. ermanii - goudberk
  - B. ermanii 'Holland'
- B. fruticosa
- B. humilis
- B. lenta - suikerberk

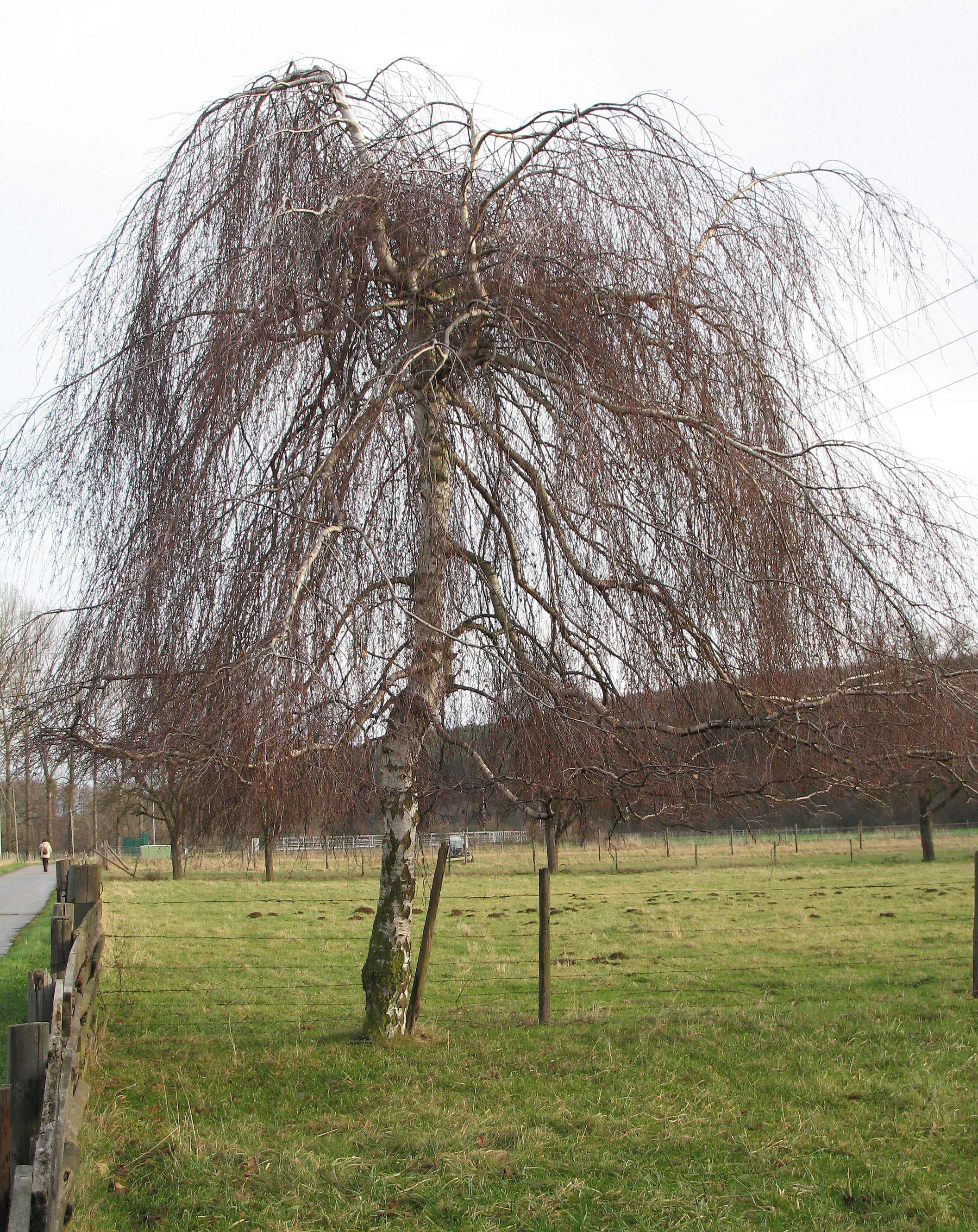
Berk

- B. maximowicziana - grootbladige berk
- B. medwediewii - transkaukasische berk
- B. nana - dwergberk
- B. nigra - zwarte berk of rode berk
- B. occidentalis
- B. papyrifera - papierberk
- B. pendula, B. verucosa - ruwe berk
  - B. pendula 'Carelica' - kronkelberk, masurberk
  - B. pendula 'Laciniata'
  - B. pendula 'Youngii' (prieelberk)
  - B. pendula 'Tristis' (treurberk)
  - B. pendula 'Fastigiata' (zuilberk)
- B. platyphylla - Aziatische berk
- B. populifolia - populierbladige berk
- B. pubescens - zachte berk
- B. utilis - witte himalayaberk
  - B. utilis 'Doorenbos'

In Nederland zijn de ruwe berk en de zachte berk inheems.